# Japón en los Juegos Olímpicos de París 2024
Japón estuvo representado en los Juegos Olímpicos de París 2024 por un total de 393 deportistas que compitieron en 34 deportes. Responsable del equipo olímpico es el Comité Olímpico Japonés, así como las federaciones deportivas nacionales de cada deporte con participación.
Los portadores de la bandera en la ceremonia de apertura fueron el break dancer Shigeyuki Nakarai y la esgrimidora Misaki Emura.

## Medallistas
El equipo olímpico de Japón obtuvo las siguientes medallas:
| Nombre | Deporte            | Competición                   |
| --- | ------------------ | ----------------------------- |
| Oro |                    |                               |
| Haruka Kitaguchi | Atletismo          | Jabalina F                    |
| Ami Yuasa | Break dance        | Individual F                  |
| Koki Kano | Esgrima            | Espada individual M           |
| Kyosuke Matsuyama Takahiro Shikine Kazuki Iimura Yudai Nagano | Esgrima            | Florete por equipos M         |
| Shinnosuke Oka | Gimnasia artística | Concurso individual M         |
| Shinnosuke Oka | Gimnasia artística | Barra fija M                  |
| Daiki Hashimoto Kazuma Kaya Shinnosuke Oka Takaaki Sugino Wataru Tanigawa | Gimnasia artística | Equipo M                      |
| Hifumi Abe | Judo               | –66 kg M                      |
| Takanori Nagase | Judo               | –81 kg M                      |
| Natsumi Tsunoda | Judo               | –48 kg F                      |
| Kenichiro Fumita | Lucha grecorromana | 60 kg M                       |
| Nao Kusaka | Lucha grecorromana | 77 kg M                       |
| Rei Higuchi | Lucha libre        | 57 kg M                       |
| Kotaro Kiyooka | Lucha libre        | 65 kg M                       |
| Akari Fujinami | Lucha libre        | 53 kg F                       |
| Tsugumi Sakurai | Lucha libre        | 57 kg F                       |
| Sakura Motoki | Lucha libre        | 62 kg F                       |
| Yuka Kagami | Lucha libre        | 76 kg F                       |
| Yuto Horigome | Skateboarding      | Calle M                       |
| Coco Yoshizawa | Skateboarding      | Calle F                       |
| Plata |                    |                               |
| Sorato Anraku | Escalada           | Combinada M                   |
| Koki Kano Akira Komata Masaru Yamada Kazuyasu Minobe | Esgrima            | Espada por equipos M          |
| Sanshiro Murao | Judo               | –90 kg M                      |
| Uta Abe Hifumi Abe Haruka Funakubo Soichi Hashimoto Natsumi Tsunoda Ryuju Nagayama Saki Niizoe Sanshiro Murao Miku Takaichi Takanori Nagase Aaron Wolf Rika Takayama Akira Sone Tatsuru Saito | Judo               | Equipo mixto                  |
| Daichi Takatani | Lucha libre        | 74 kg M                       |
| Tomoyuki Matsushita | Natación           | 400 m estilos M               |
| Taishu Sato | Pentatlón moderno  | Individual M                  |
| Rikuto Tamai | Saltos             | Plataforma 10 m M             |
| Liz Akama | Skateboarding      | Calle F                       |
| Kokona Hiraki | Skateboarding      | Parque F                      |
| Hina Hayata Miwa Harimoto Miu Hirano | Tenis de mesa      | Equipo F                      |
| Keiju Okada Miho Yoshioka | Vela               | 470 mixto                     |
| Bronce |                    |                               |
| Nami Matsuyama Chiharu Shida | Bádminton          | Dobles F                      |
| Yuta Watanabe Arisa Higashino | Bádminton          | Dobles mixto                  |
| Toshiyuki Tanaka (Jefferson) Kazuma Tomoto (Vinci de la Vigne) Yoshiaki Oiwa (Grafton Street)                                                                                                 | Deportes ecuestres | Concurso completo por equipos |
| Sera Azuma Yuka Ueno Karin Miyawaki Komaki Kikuchi | Esgrima            | Florete por equipos F         |
| Risa Takashima Seri Ozaki Misaki Emura Shihomi Fukushima | Esgrima            | Sable por equipos F           |
| Shinnosuke Oka | Gimnasia artística | Paralelas M                   |
| Hideki Matsuyama | Golf               | Individual M                  |
| Ryuju Nagayama | Judo               | –60 kg M                      |
| Soichi Hashimoto | Judo               | –73 kg M                      |
| Haruka Funakubo | Judo               | –57 kg F                      |
| Yui Susaki | Lucha libre        | 50 kg F                       |
| Nonoka Ozaki | Lucha libre        | 68 kg F                       |
| Hina Hayata | Tenis de mesa      | Individual F                  |